# James Gleeson
James Timothy Gleeson (Hornsby, Australia, 21 de noviembre de 1915-Sídney, 20 de octubre de 2008) es un actor australiano.

## Biografía
En 1975 James fue galardonado con el Miembro de la Orden de Australia "A.M." por sus servicios en la industria de radio y televisión.
En 1990 fue galardonado con el "O.A." (Oficial de la Orden de Australia) por sus servicios al arte.

## Carrera
En 1989 apareció como invitado en la exitosa y popular serie australiana Home and Away donde interpretó a Ross Keating, el tío de Sally Fletcher.
En 1997 apareció como invitado en la serie Big Sky donde interpretó a Gavin.

## Filmografía
- Series de Televisión.:

| Año  | Serie         | Personaje    | Notas                             |
| ---- | ------------- | ------------ | --------------------------------- |
| 1997 | Big Sky       | Gavin        | episodio "Have a Little Faith"    |
| 1994 | G.P.          | John Baldwin | episodio "The Team Player"        |
| 1989 | Home and Away | Ross Keating | 6 episodios                       |
| 1975 | On the Rocks  | Skinner      | episodio "Sullivan's Finest Hour" |

- Películas.:

| Año  | Título   | Personaje   | Notas                                                                  |
| ---- | -------- | ----------- | ---------------------------------------------------------------------- |
| 1938 | The Dawn | John Malone | junto a Thomas Cooper, Brian O'Sullivan, Eileen Davis & Herbert Martin |